# De Graafschap
De Graafschap, bildad 1 februari 1954, är en fotbollsklubb i Doetinchem i Nederländerna. Man har gjort flera säsonger i Nederländernas högsta division.